# Кадио, Дидье Борис
Дидье Борис Кадио (фр. Didier Boris Kadio; род. 5 апреля 1990, Ман, округ Монтань) — ивуарийский футболист, центральный защитник.

## Биография
Дидье родился в Кот-д’Ивуаре (до 1986 года по-русски — Республика Бе́рег Слоно́вой Ко́сти) — государство в Западной Африке.
Пять лет тренировался в футбольной школе «АСЕК Мимозас» во франкоязычном трёхмиллионном городе Абиджан. Команда «АСЕК Мимозас», сильнейшая в стране, и стала его первым профессиональным клубом.
В марте 2012 года c помощью футбольного агента Давида Абрамяна подписал трёхлетний контракт с самым титулованным армянским клубом «Ширак» из Гюмри. И сразу 29 апреля выиграл с командой финал Кубка Армении по футболу 2011/12 у дилижанского «Импульса» (1-0). Два сезона провёл в Армянской футбольной Премьер-лиге, став легионером с наибольшим количеством игр, проведённых за «Ширак». В сезоне 2012/13 сыграл 40 матчей в чемпионате (с играми на кубки — 52), забил 2 гола и с ходу стал с клубом чемпионом Армении 2013 года. Также 24 сентября выиграл с «Шираком» Суперкубок Армении по футболу 2013 у ереванского «Пюника» (2-0). В следующем сезоне 2013/14 сыграл 17 матчей в чемпионате (плюс 5 — за кубки), забил два гола и выиграл с клубом серебряные медали.
В апреле 2014 года был сдан в аренду казахстанскому клубу «Жетысу» из Талдыкоргана. В чемпионате Казахстана 2014 клуб занял скромное 7 место, ивуариец провёл 24 игры и в декабре вернулся в Армению. А в январе 2015 года его контракт с «Шираком» по обоюдному согласию был расторгнут.
С 1 апреля 2015 года Дидье, как свободный агент, подписал годовой контракт с финским клубом «Яро» из приморского Якобстада, сыграл 31 матч и забил пять голов. Но команда заняла последнее 12 место и в октябре вылетела из Вейккауслииги в Первый дивизион.
В январе 2016 года Дидье вернулся в «Жетысу», подписав контракт на два года.

## Международная карьера
Дидье Борис Кадио выступал за сборные U17, U20 и олимпийскую сборную страны.

## Достижения
- Чемпион Армении: 2012/13
- Серебряный призёр чемпионата Армении: 2013/14
- Обладатель Кубка Армении: 2011/12
- Финалист Кубка Армении: 2012/13
- Обладатель Суперкубка Армении: 2013